# Lysimachia forbesii
Lysimachia forbesii är en viveväxtart som beskrevs av Joseph Rock. Lysimachia forbesii ingår i släktet lysingar, och familjen viveväxter. Inga underarter finns listade i Catalogue of Life.